# PlayStation Store

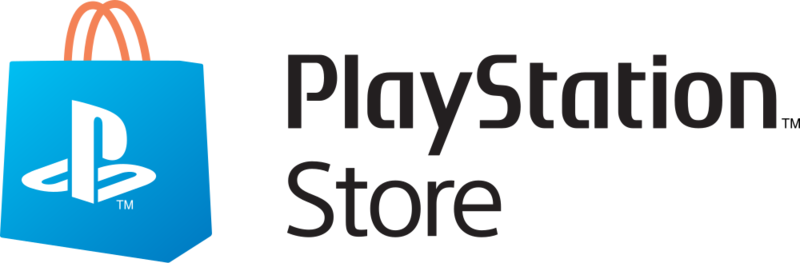
Logo di PlayStation Store

PlayStation Store è un servizio di e-commerce creato da Sony inizialmente per PlayStation 3 e PlayStation Portable, poi approdato anche su PlayStation Vita, PlayStation TV, PlayStation 4 e infine su PlayStation 5. È stato lanciato su PS3 l'11 novembre 2006 e il 15 ottobre 2008 su PSP. È possibile accedervi effettuando il login al PlayStation Network.
Il servizio consente di scaricare molti contenuti gratuiti o a pagamento. Il "negozio" contiene demo, videogiochi, espansioni e temi. È possibile acquistare dei prodotti con carta di credito o PlayStation Network Card creando una riserva di denaro online, chiamata "portafoglio". In questo caso le somme vengono detratte da lì.
In occasione di festività comandate o simili, di solito la merce viene scontata o vengono regalati contenuti extra.

## Piattaforme disponibili
È possibile scaricare contenuti multipiattaforma su PS3 e trasferirli su PSP, PS Vita e viceversa.
Le piattaforme compatibili all'accesso del servizio sono:
- PlayStation 3;
- PlayStation 4;
- PlayStation 5;
- PlayStation Portable (a partire dal 2014 solo sul web);
- PlayStation Vita;
- Personal computer (dal sito);
- Smartphone (scaricando l'applicazione "Playstation App").

## PlayStation Store su PlayStation 3
È la versione del Playstation Store apposita per la PlayStation 3.
È in funzione dal lancio della stessa, l'11 novembre 2006, anche se il 15 aprile 2008 ha subito un restyling col firmware 2.30 per adattarlo alla maggiore vastità di contenuti presenti e per consentire agli utenti meno esperti una facile navigazione.
Sono presenti molti giochi completi, scaricabili direttamente sull'HDD della console, con un prezzo che varia da pochi euro a 40,00 euro. Tra questi ci sono i classici PSOne, versioni digitali dei vecchi giochi per PlayStation, e i minis, disponibili da dicembre 2009 anche per PlayStation 3.
C'è anche una sezione apposita per i contenuti aggiuntivi che le software house pubblicano dopo l'uscita del gioco in proposito.
Vi sono inoltre DEMO di giochi in uscita o giochi su Blu-ray Disc, tutte gratuite.
Ci sono anche sfondi per la XMB della console, temi statici, temi dinamici, video sugli eventi Sony oppure trailer di giochi, nuovi avatar per personalizzare il proprio profilo dell'account PSN, alcuni video speciali e infine tre applicazioni: adhocParty, per giocare online con tutto il mondo con PSP, Singstar Viewer, per essere parte della comunità Singstar anche se non si possiede il gioco e VidZone, canale musicale gratuito con video musicali, brani esclusivi e video speciali.
Ci sono anche la categoria Consigliati, per conoscere quali sono i giochi in evidenza e la categoria Contenuti PSP, per accedere a tutti i contenuti del PSP Store.

## PlayStation Store su PlayStation Portable
È la versione per PSP del PlayStation Store per PSP e PSPGo.
È stata lanciata molto più tardi della sua controparte "fissa", infatti sino al firmware 5.00, aggiornato il 15 ottobre 2008, la PSP non era abilitata ad accedere al PlayStation Store autonomamente, ma solo con l'ausilio di un PC o una PS3.
Dalla pubblicazione del firmware 5.00, il PlayStation Store per PSP è stato ampliato autonomamente da quello per PS3, supportando non solo classici PSOne come fino ad allora, ma anche giochi completi, contenuti aggiuntivi, temi, sfondi e video.
Dalla commercializzazione della PSPGo, la Sony ha cominciato a pubblicare una maggiore quantità di giochi completi, vista la mancanza di supporti ottici per la console.
Dal 1º ottobre 2009 ha lanciato una nuova categoria di mini-giochi, detti minis e, in seguito all'uscita di PSP Go, pubblica tutti i titoli disponibili anche su UMD (a eccezione di alcuni per volontà degli sviluppatori).
A metà settembre 2014, Sony ha rimosso la possibilità di accedere allo Store direttamente da PSP. Pertanto, i possessori di PSP, per scaricare i contenuti dello Store, dovranno collegare la console a un PC o una PS3 tramite un cavo USB; oppure acquistare un contenuto sullo Store della PS3, e poi scaricarlo accedendo alla sezione "Contenuto scaricato" nella PSP, in quanto è ancora attiva.

## Restyling dello Store
Dal 17 ottobre 2012 è disponibile un totale restyling del PlayStation Store che modifica totalmente il modo di visualizzazione al suo interno.
È stato introdotto un approccio più grafico e tutto ruoterà sul concetto di "eroe", dove i personaggi più riconoscibili dei giochi più famosi saranno presenti in ogni pagina dello Store.
La visualizzazione di contenuti non sarà più dall'alto verso il basso, ma da sinistra verso destra.
È stato implementato anche un migliore sistema di Search (cerca), che ora mostra risultati in tempo reale man mano che si digita, e riconosce errori e abbreviazioni di giochi; aggiunti anche filtri di ricerca per tipo, prezzo e periferiche supportate.
L'indicizzazione comprende anche i cataloghi PSP e PS Vita. I contenuti legati a ogni titolo vengono infine raggruppati in una singola pagina che, in stile Steam, include immagini, demo, DLC, temi e download se il titolo è disponibile in digital delivery.
Il nuovo store si ridimensionerà in base alla risoluzione massima dello schermo.
Per colpa di problemi tecnici e professionali di Sony Europe, la nuova versione dello store è stata pubblicata con qualche giorno di ritardo, con la data di lancio che si avvicina a quella americana, posta al 23 ottobre.

## Video Delivery Service (Video Store)
Giovedì 20 maggio 2010, è stato lanciato in Italia, come già avvenuto in molti Stati, Video Delivery Service, il servizio di noleggio e/o acquisto film dal PlayStation Store.
È possibile scaricare film in SD, in HD e alcuni titoli anche in formato 3D. Se si sceglie l'acquisto di un film è possibile visualizzarlo un numero illimitato di volte, mentre in caso di noleggio si hanno a disposizione 14 giorni di tempo per vederlo e 48 ore dalla prima volta che si avvia la riproduzione.
I film acquistati potranno essere trasferiti anche sulla propria PSP se entrambe le console condividono lo stesso account PlayStation Network. Dal 2011 sono acquistabili anche le puntate delle serie TV tramite un'apposita sezione del Video Store.

## Classici PSOne & Minis
Sono i giochi originali della prima PlayStation in versione digitale per il PlayStation Store, giocabili sia con PS3 che con PSP. Con un solo acquisto è possibile giocare un classico su entrambe le console se queste condividono lo stesso account PSN.
Dal lancio sul mercato di PSPGo, Sony ha introdotto una nuova categoria di minigiochi con dimensioni inferiori ai 100 MB e costo inferiore ai 4,99 euro. Da dicembre 2009, i Minis sono disponibili anche su PlayStation 3 e, come con i classici PSOne, con un solo acquisto è possibile giocarli su entrambe le console.

## Digital Comics
Digital Comics è un'esclusiva PSP. Contiene una vasta gamma di fumetti in versione digitale scaricabili direttamente sulla PSP. La Sony ha già siglato accordi per pubblicare fumetti Marvel e Disney.
Il servizio è attualmente attivo nei seguenti paesi: Gran Bretagna, Stati Uniti d'America, Irlanda, Australia, Nuova Zelanda e Sudafrica.
Nel 2010 è stato confermato da Sony che il servizio resterà esclusivo ai paesi già citati. Il servizio cessa la sua attività ufficialmente il 30 ottobre 2012 in tutti i paesi in cui era attivo il servizio.
Dal 1º gennaio 2013 non sarà più possibile scaricare e cercare i contenuti già acquistati dal PlayStation Store, i contenuti saranno reperibili solo tramite il backup del sistema con l'utilizzo del programma Media Go, altrimenti saranno cancellati.